# Blackout (Dropkick Murphys-album)
 For alternative betydninger, se Blackout. (Se også artikler, som begynder med Blackout)
Blackout er det fjerde studiealbum af det keltiske punkband Dropkick Murphys og udkom i 2003. Det blev udgivet med en DVD, som indeholdt liveoptagelser af "Rocky Road to Dublin" og "Boys på Dock", en musikvideo til "Gonna Be en blackout Tonight", og en trailer til deres derpå kommende unavngivne DVD i fuld længden, som blev On The Road With The Dropkick Murphys.
Bandet filmede musikvideoer for "Walk Away" og "Gonna Be A Blackout Tonight".

## Spor
Alle sange er skrevet af Dropkick Murphys medmindre andet er noteret.
1. "Walk Away" – 2:51
2. "Worker's Song" (Ed Pickford) – 3:32
3. "The Outcast" – 3:10
4. "Black Velvet Band" (Traditionel, Dropkick Murphys) – 3:03
5. "Gonna Be a Blackout Tonight" (Woody Guthrie, Dropkick Murphys) – 2:39
6. "World Full of Hate" – 2:22
7. "Buried Alive" – 1:57
8. "The Dirty Glass" – 3:38
9. "Fields of Athenry" (Pete St. John) – 4:24
10. "Bastards on Parade" – 3:50
11. "As One" – 3:01
12. "This Is Your Life" – 3:43
13. "Time to Go" – 2:53
14. "Kiss Me, I'm Shitfaced" – 5:34